# Xavier Sallantin
Xavier Sallantin, né le 8 juillet 1922 à Alençon (Orne) et mort le 4 novembre 2013 à Err (Pyrénées-Orientales),, capitaine de vaisseau honoraire, a été directeur des recherches de la Fondation pour les Études de Défense Nationale, et membre des Conseils de la Fondation Teilhard de Chardin et de la Société Européenne pour les Études de Science et de Théologie. Il a fondé en 1970 au hameau de Béna en Cerdagne un centre de recherches et de rencontres entre scientifiques, philosophes et théologiens concernant la question du sens de l’Univers. Il est l’auteur de plusieurs livres sur les défis engendrés par la mondialisation et le développement de nouveaux outils scientifiques et techniques. Épistémologue, il a élaboré une Théorisation Générale du Sens (TGS) dans laquelle il propose de nouveaux outils de compréhension de l’histoire de l’Univers.

## Biographie
Xavier Sallantin est né le 8 juillet 1922 à Alençon. Il est le 6e d’une fratrie de 12 enfants. De son mariage avec Anne Callies le 12 décembre 1945, naitront 7 enfants.
Trois activités marquent la vie de Xavier Sallantin : une carrière opérationnelle d’officier de marine, une production de stratégiste, puis une réflexion consacrée au sens de la création et à son devenir.

### L’officier de marine
En 1942, il est reçu deuxième au concours de l’École navale et poursuit sa formation dans le contexte troublé de l’occupation, puis de la libération de la France à laquelle il prend part. Il embarque successivement sur le Dumont d’Urville (1945), sur la VP 32 Baalbeck (1946), sur la frégate Le Brix (1947-1948), sur le dragueur côtier Pimprenelle (1952-1953), sur l’escorteur d’escadre Bouvet (1961-1962). De fin 1949 à fin 1951, il commande en Indochine le poste côtier de Phat Diem, puis devient chef du 2e bureau de l’état-major de la Marine au Tonkin. De retour en métropole en 1952, le lieutenant de vaisseau Sallantin s'intéresse alors à la recherche opérationnelle par le biais de l'optimisation de la méthodologie de dragage des mines. C’est cette expertise nouvelle qui détermine l’orientation de la seconde partie de sa carrière.

### Le stratégiste
Après l’obtention de son brevet d’État-major obtenu à l’École de Guerre Navale en 1956, il est chargé d’études de géostratégie et de politique militaire à l’État-Major Général de la Défense Nationale (EMGDN). De septembre 1962 à mai 1964, il est le chef du 3e bureau de l’État-major de la 1re flottille d’escorteurs d’escadre à Toulon. De 1964 à 1974, il travaille à Paris la logique et l’informatique au Centre Interarmées de Recherches Opérationnelles (CIRO), puis au Cours Supérieur Interarmées (CSI) où il dirige la cellule de praxéologie. À la demande du général Georges Buis, il dirige alors les recherches de la Fondation pour les études de défense nationale (FEDN) aux côtés du général Lucien Poirier. En 1978, Monsieur Yvon Bourges, ministre de la défense en exercice, souhaite interdire au général Buis de participer à un colloque organisé à Montpellier par Charles Hernu. Cette ingérence ministérielle est la cause de la démission commune du général Buis et de Xavier Sallantin de leurs responsabilités de la FEDN.

### Le chercheur de sens
En 1970, Xavier Sallantin crée la Fondation Béna, ayant pour objet la mise en place d’un centre de rencontres et de recherches interdisciplinaires concernant la question du sens. Soutenu par l’Association Béna (900 membres en 2007), il réanime le hameau désert de Béna (altitude 1 600 m), dans la commune d'Enveitg (Pyrénées-Orientales), proche de Font-Romeu et il organise chaque année des colloques d’une semaine qui réunissent des scientifiques, des philosophes et des théologiens comme Basarab Nicolescu, André Bourguignon, Gustave Martelet, Thierry Magnin, Joël de Rosnay, Jean-Michel Maldamé.
Jusqu’en 2002 il est membre du conseil de la Fondation Teilhard de Chardin et du conseil de l’European Society for Studies on Science and Theology (ESSSAT).
En 2003, s’est constitué le Groupe Béna qui accompagne Xavier Sallantin dans sa recherche sur le sens. Celui-ci reste retiré au hameau de Béna, où il demeure un observateur attentif des avancées de la science et un interlocuteur avisé des chercheurs de sens. Il ne cesse d’écrire pour transmettre avec pédagogie les pistes d’approfondissement de la passion qui l’anime depuis plus de 50 ans.

### Décorations et titres obtenus
- 1951 : Croix de guerre avec palme et étoile.
- 1953 : Croix des services militaires volontaires de troisième classe.
- 1959 : Chevalier de la Légion d’honneur.
- 1969 : Officier de l’ordre national du mérite.

## L'œuvre de Xavier Sallantin
Le premier livre de Xavier Sallantin, l’Essai sur la Défense, publié en 1962, est remarqué dans les milieux de réflexion stratégique, car son approche visionnaire s’efforçait « d’inscrire cette défense jusqu’alors nationale dans la problématique mondiale d’une Terre devenant un village. »
En 1967, dans un article intitulé Comment expliquer les succès des savants chinois ? il rappelle que la logique occidentale s'appuie sur le principe du tiers exclu qui pose qu'une chose est « soit A, soit non-A » et sur le principe de contradiction qui pose qu'« il n'y a rien qui soit à la fois A et non-A ». Xavier Sallantin oppose à cet instrument de pensée, l'instrument de réflexion oriental dans lequel objet et image sont comme deux aspects distincts et contradictoires d'une même réalité.
Publié en octobre 1975, L'épreuve de Force évoque les grands thèmes de réflexion militaire de l'époque : le Service National (militaire et civil), le rapport entre les moyens de non emploi de la dissuasion nucléaire et les forces d'engagement conventionnel. Même si le sujet reste la défense de la France et de ses intérêts, l'analyse embrasse « l'émergence planétaire » d'un monde devenant global. L'étude utilise la logique du jeu comme instrument d'investigation des interactions entre les acteurs et délimite l'espace-temps de leur action.
Troisième œuvre majeure du stratégiste, Les douze dialogues sur la défense  sont composés, selon ses propres termes, « à partir des minutes des multiples débats dont la Fondation pour les études de défense nationale a été l'organisatrice depuis sa création fin 1972 ». En réalité, les douze protagonistes des dialogues sont des personnages recomposés qui permettent d’expérimenter les points de vue multiples et inédits sur la défense qui sont tous la création de Xavier Sallantin.
Un article, Métastratégie, mérite d’être souligné. Il partage le constat ambiant que le monde va mal, mais il refuse de s'apitoyer sur la fin d'un monde pour déceler les prémices du monde à venir qu’il qualifie de « fœtal » car « c'est une naissance et non une mort qui est à l'horizon de la crise contemporaine. Il appartient à l'homme d'être le stratège de son propre enfantement ». Il définit alors les deux stratégies possibles : la stratégie abortive et la stratégie obstétricale. La première, sans espoir, rejoint la surmort, la seconde stratégie est porteuse d'espérance. Il conclut en adoptant « l'hypothèse fœtale qui se fonde sur la conviction que l'homme est depuis les origines artisan de vérité, orfèvre de clarté. La Science dans cette perspective est une entreprise de dévoilement qui n'est pas divergente mais convergente ».
L’article Métastratégie préfigure les développements qui feront l’objet de l’essai publié en 1989 : Le Monde n’est pas malade, il enfante. Cet ouvrage positif et visionnaire cherche à dessiner les traits de l’humanité future à travers l’examen du monde qui s’écroule. Il rejoint la vision du père Teilhard de Chardin et se trouve à la charnière entre l’analyse géopolitique et la réflexion sur le sens qui l’occupe de plus en plus.
La première version du Livre Zéro ou la genèse du sens est esquissée dès 1983. Elle est suivie d’une quinzaine d'ouvrages diffusés sous des titres divers : L’Économie de l’Univers (1993), L’atome de sens (1993), Théorie du sens – De l’accord imparfait à l’amour parfait (deux éditions, 1993 et 1994), L’engendrement du Sens (1994), Du sens de la Création (1996), La science à la découverte du sens (1997), La Cyberscience de l’Univers : du Big-bang naturel au Big-bang culturel (1998), Manifeste de la Cyberscience (1999), À propos du concept d’Émergence (2004), Fondement naturel de l’information (2004). Il revient en 2007 à son idée initiale de titre : Le Pas du Sens – Livre Zéro : ma quête insensée du Sens.
Toute son attention est concentrée sur la rédaction de la Théorisation générale du sens (TGS) dont le Traité de l’Univers, a pour ambition de donner les clés de compréhension de l’évolution de l'univers. Par une approche transdisciplinaire, abordant simultanément les domaines de la physique, de l’arithmétique et de la linguistique, la TGS est fondée sur un ensemble de principes généraux intégrant une logique du tiers référent qui explique les sauts qualitatifs de l'évolution, des particules aux atomes, des molécules aux cellules vivantes, et du vivant au pensant. À chaque stade de cette histoire naturelle s'exprime un accord croissant, tant sur le registre physique que sur le registre formel ou arithmétique par le biais d’un couplage ontologique entre physique et mathématique.
Cet ouvrage, actuellement en débat au sein du Groupe Béna, récapitule la recherche d’une longue vie consacrée au décryptage du sens de la place de l’homme dans l’univers.

## Études sur Xavier Sallantin
En 2014 Un colloque, organisé à l'École militaire et présidé par l'amiral Jean Dufourcq, a permis aux amis de Xavier Sallantin d'évoquer un des aspects de la personnalité et des œuvres de cet infatigable chercheur de sens, à la manière dont, dans un de ses livres de stratégie, il avait fait dialoguer douze points de vue sur la Défense. Un livret reproduit l'intégralité des interventions qui ont marqué cette manifestation.
En 2021 Jean-Luc Lefebvre a publié un livre sur le parcours de Xavier Sallantin et l'ensemble de son œuvre. Livre intitulé "Xavier Sallantin, l'homme à la boussole universelle"
Il contient une biographie et une bibliographie très complète de l'ensemble de l’œuvre de Xavier Sallantin, ainsi que de nombreuses illustrations et un glossaire des termes, radicaux et néologismes utilisés par cet auteur.

### Ouvrages généraux
- 1962 - Essai sur la Défense, Paris, Desclée De Brouwer, 188 p.
- 1975 - L’épreuve de force, Paris, Les Sept Épées collection Les cahiers de la Fondation pour les études de Défense nationale, 8 septembre 1975 (réimpr. 1976, augmentée d’une préface de Jean Guitton), 148 p. (ISBN 2-85789-002-8)
- 1978 - Douze dialogues sur la défense, Paris, Les Sept Épées collection Les cahiers de la Fondation pour les études de Défense nationale, cahier double n°9 et 10, 1978, 246 p. (ISBN 978-2-85789-011-9 et 2-85789-011-7)
- 1984 - Penser la défense, Paris, Ramsay (réimpr. des "Douze dialogues sur la défense".)
- 1989 - Le Monde n’est pas malade, il enfante, Paris, 0.E.I.L., 1989, 318 p. (ISBN 978-2-86839-149-0 et 2-86839-149-4)
- 1997 - La science à la découverte du sens, Éditions de l'Aube., 282 p. (ISBN 2-910576-14-0)

### Ouvrages spéciaux à diffusion limitée (liste restreinte)
- 1958 - Politique navale et perspectives européennes, Thèse de l’École de guerre navale.
- 1965 - Études sur le modèle mathématique du Livre des Mutations.
- 1966 - La chaîne et la trame (en quatre volumes)
- 1968 - Méthodologie de la Synthèse et Traitement Naturel de l’Information.
- 1973 - L’espérance de la Pentecôte, babélisation et débabélisation.
- 1977 - Une nouvelle lecture de la physique : « La théorie gravitocinétique ».
- 1979 - Contribution critique à la Théorie de René Girard.
- 1982 - Le livre Zéro ou la genèse du sens, Fondation Béna, décembre 1982, 194 p.
- 1991 - Les fondements naturels de la dialectique des Exercices spirituels de St Ignace de Loyola. Essai en relation avec la conférence faite à Toulouse le 26 mars 1991, lors des « Anniversaires ignaciens », 39 p.
- 1993 - La théorie du sens – De l’accord imparfait à l’amour parfait., mai 1993, 307 p.
- 1993 - L’Économie de l’Univers à la lumière de la Théorie de la Numération Naturelle (première édition), Association Béna, juin 1993 (réimpr. 2003), 333 p.
- 1999 - Manifeste de la Cyberscience. Pour le joyeux avènement du troisième millénaire. Essai en relation avec le Forum des nouvelles images et de la culture émergente : Locarno, 1er novembre 1999, 30.
- 2000 - A cyberscience’s manifesto, traduction en anglais du Manifeste de la Cyberscience., 1er janvier 2000, 30 p.
- 2007 - Le Pas du Sens – Livre Zéro : ma quête insensée du Sens, Association Béna, 24 juin 2007, 361 p., La version no 4 diffusée à 150 exemplaires.
- 2010 - Le Système de l’Univers vu par Xavier Sallantin (fascicule bleu), Association Béna, 14 février 2010, 45 p.
- 2010 - À l’enseigne de Béna, les fondamentaux de la Théorisation générale du sens., 8 juillet 2010, 30 p.
- 2011 - Le jeu du hasard et de l’amour toujours plus vrai, Tragicomédie en forme d’Impromptu : l’histoire de l’Univers depuis le Big Bang, 1er juin 2011, 100 p.
- 2012 - Traité de l'Univers, 12 décembre 2012, 246 p. [14]

### Articles et contributions à des ouvrages collectifs
- 1946 (26- juillet) : Une croisière en Grèce, Cols bleus, p. 2.
- 1949 (février) :  Lettres d’un Enseigne, Revue militaire n°34, p. 147 à 156.
- 1950 (janvier) : Les deux sources du moral et de l’efficacité, Revue militaire, p. 56 à 74.
- 1955 (août-septembre) : La mine marine et ses parades, Revue de défense nationale, p. 186 à 195.
- 1958 (mars) : Évolution de la condition militaire (article publié sous le pseudonyme : « Calender »), Revue de défense nationale, p. 436 à 450.
- 1958 (novembre) : Le javelot, le bouclier et l’Europe, Revue militaire d’information n° 299, p. 91 à 105 (article publié sous le pseudonyme : « Calender »).
- 1967 (août-septembre) : Comment expliquer les succès des savants chinois ? Revue de défense nationale, p. 1425 à 1440.
- 1974 (août) : Appel aux Méditerranéens. Le Monde diplomatique, p.5.
- 1976 (août-septembre) : Métastratégie. Revue de défense nationale, p. 21 à 42.
- 1977 (mars) : Des plaines du Nord aux rives de la Méditerranée : Défense et sécurité dans « L’Europe des contradictions ». Le Monde diplomatique, p. 2-3.
- 1977 (29 juin) : Défense nucléaire, indépendance et autogestion. Participation à un débat journalistique réunissant le général Buis, Jacques Huntzinger, Paul Virilio et le général de la Bollardière, Libération, p. 4 et 5.
- 1977 (31 juillet-1er août) : Socialisme et pouvoir nucléaire. Point de vue pour le journal. Le Monde, p. 5.
- 2003 : Georges Buis le combat et l’écriture, Mémoires d’Hommes 2003. Minutes du colloque tenu dans les locaux du Nouvel Observateur le 17 octobre 2002.
- 2010 (juillet) : De la Géostratégie à « l’Holostratégie », article diffusé en ligne sur le site Internet de la Revue Défense Nationale (http : //www.defnat.com/accueil.php).
- 2011 (décembre): Cinquante ans après l’Essai sur la défense, Revue de défense nationale, p. 13 à 22.
- 2013 (décembre) : Xavier Sallantin, une vision stratégique, Revue Défense Nationale, p. 5 à 8.